# Remeți (gmina)
Remeți – gmina w Rumunii, w okręgu Marmarosz. Obejmuje miejscowości Piatra, Remeți i Teceu Mic. W 2011 roku liczyła 3040 mieszkańców.